# دم‌جنبانک ماداگاسکار
دم‌جنبانک ماداگاسکار (نام علمی: Motacilla flaviventris) نام یک گونه از سرده دم‌جنبانک است.